# Oanh Lưu Cầu
Larvivora komadori là một loài chim trong họ Muscicapidae.
Loài này sinh sống ở Nhật Bản.